# Kyoko Iwasaki
Kyoko Iwasaki, född 21 juli 1978 i Numazu, är en japansk före detta simmare.
Iwasaki blev olympisk guldmedaljör på 200 meter bröstsim vid sommarspelen 1992 i Barcelona.